# Gola Grodkowska
Gola Grodkowska (deutsch: Guhlau, auch Groß-Guhlau) ist ein Ort in der Stadt- und Landgemeinde Grodków (Grottkau) der Woiwodschaft Opole in Polen.

## Geographie
Das Straßendorf Gola Grodkowska liegt etwa drei Kilometer nordöstlich von Grodków (Grottkau), etwa 20 Kilometer südlich von Brzeg (Brieg) und ca. 35 Kilometer westlich von Opole (Oppeln) in der Schlesischen Tiefebene am Grottkauer Wasser (Grodkowska Struga), einem linken Zufluss der Glatzer Neiße. Nördlich des Dorfes verläuft die Bahnstrecke Nysa–Brzeg. Ortsteil von Gola Grodkowska ist Golka (Vorwerk Klein Guhlau).
Nachbarorte sind im Norden Lipowa (Deutsch Leippe), im Osten Osiek Grodkowski (Osseg), im Südwesten Tarnów Grodkowski (Tharnau bei Grottkau) und im Westen Polana (Ebenau).

## Geschichte

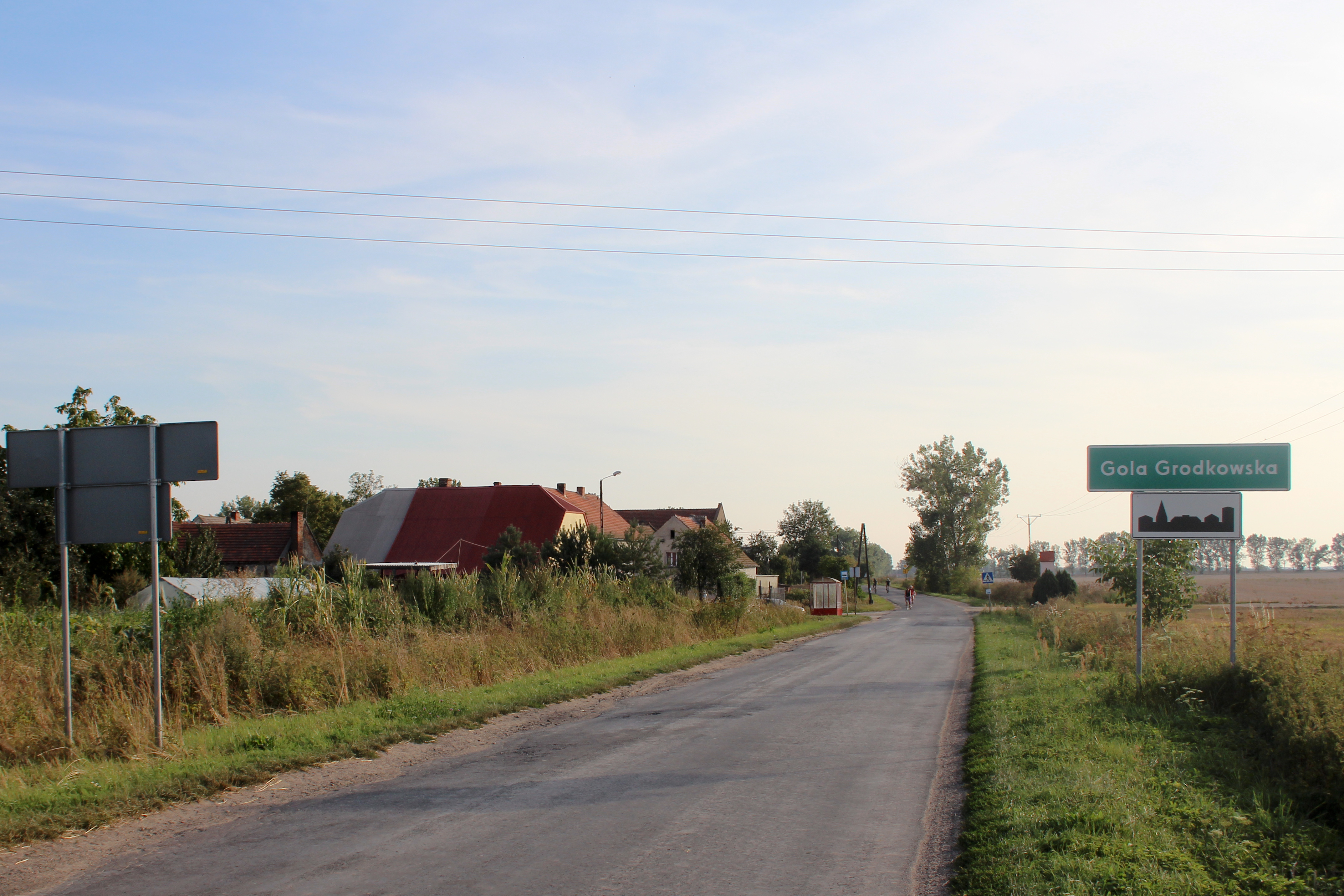
Dorfpartie mit Ortsschild

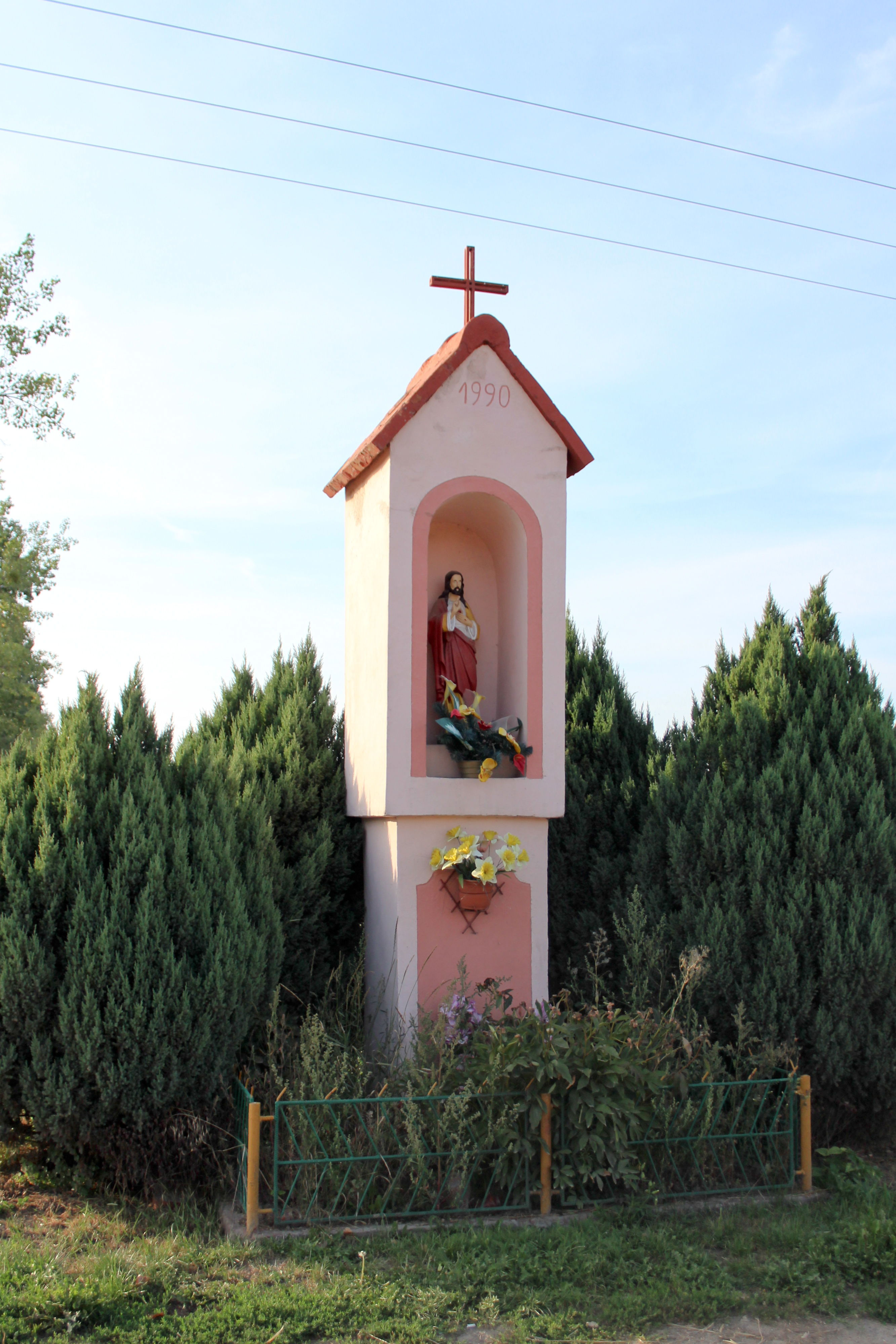
Steinerne Wegekapelle

Das Dorf wurde 1260 im Zehntregister des Klosters Kamenz erstmals urkundlich erwähnt. 1343 wurde „Gola“ von der Stadt Grottkau erworben, mit der es ein Jahr später an das geistliche Fürstentum Neisse gelangte. 1425 gehörte es dem Heincze von Pogrella. 1579 war die Herrschaft Guhlau im Besitz der Erben des Grottkauer Hauptmanns Georg Dresske.
Nach dem Ersten Schlesischen Krieg 1742 fiel Guhlau mit dem größten Teil des Fürstentums Neisse an Preußen.
Nach der Neugliederung der Provinz Schlesien gehörte die Landgemeinde Guhlau ab 1816 zum Landkreis Grottkau, mit dem es bis 1945 verbunden blieb. 1816 wurde eine Schule im Dorf eingerichtet. 1845 bestanden im Dorf ein Schloss, ein Vorwerk, eine katholische Schule sowie 74 weitere Häuser. Im gleichen Jahr wurden in Guhlau 305 Einwohner gezählt, davon 20 evangelisch. 1855 waren es 333 Einwohner. Für 1865 sind sechs Bauern, vier Halbbauern, 22 Gärtner- und acht Häuslerstellen belegt. Die einklassige katholische Schule wurde im gleichen Jahr von 52 Schülern besucht. 1874 gelangte Guhlau an den neu gebildeten Amtsbezirk Guhlau, zu dem die Landgemeinden Guhlau und Tharnau b. Grottkau sowie die Gutsbezirke Guhlau und Tharnau b. Grottkau gehörten. 1885 zählte Guhlau 318 Einwohner. 1933 lebten in Guhlau 341 und 1939 311 Einwohner.
Im Zweiten Weltkrieg wurde Guhlau am 4. Februar 1945 von der Roten Armee eingenommen. Zuvor wurde ein Großteil der Bevölkerung evakuiert. Als Folge des Zweiten Weltkriegs fiel Guhlau 1945 mit dem größten Teil Schlesiens an Polen. Nachfolgend wurde es in Gola Grodkowska umbenannt und der Woiwodschaft Schlesien zugewiesen. 1950 wurde es der Woiwodschaft Opole eingegliedert. Seit 1999 gehört es zum Powiat Brzeski.

## Sehenswürdigkeiten
- Speicher und Stallungen. Der klassizistische zweigeschossige Speicher mit eingezogenem Portikus stammt aus der ersten Hälfte des 19. Jahrhunderts. Dazu kommt ein eingeschossiges Gebäude für Stallungen, Remise und Wohnung, das Dach hat vier Fledermausgauben.[8]